# 南疆苓菊
南疆苓菊（学名：Jurinea kaschgarica）是菊科苓菊属的植物，是中国的特有植物。分布在中国大陆的新疆等地，生长于海拔2,300米的地区，多生于山沟和水旁，目前尚未由人工引种栽培。